# Heinz Paetzold
Heinz Paetzold (* 20. September 1941 in Schweidnitz, Provinz Niederschlesien; † 9. Juni 2012 in Xuzhou (Volksrepublik China)) war ein deutscher Philosoph.

## Leben
Nach dem Ende des Zweiten Weltkriegs wurde die Familie Paetzold im Mai 1946 aus Polen vertrieben. Sie fand zunächst in Obernkirchen eine Unterkunft. 1953 zog die Familie nach Vlotho, wo Heinz Paetzold ein Progymnasium besuchte. Das Abitur absolvierte er am Besselgymnasium Minden.
Paetzold begann 1962 das Studium der Philosophie, Germanistik, Pädagogik und Nordistik an den Universitäten in Köln, Heidelberg, Hamburg und Kiel. 1972 wurde Paetzold im Hauptfach Philosophie mit der Dissertation Neomarxistische Ästhetik bei Karl-Otto Apel an der Universität Kiel promoviert. 1977 erhielt Paetzold eine Professur für Kommunikationstheorie und Kulturphilosophie im Fachbereich Gestaltung an der Hochschule für Angewandte Wissenschaften Hamburg in Hamburg, wo er bis zu seiner Pensionierung 2006 lehrte. An der Universität Hamburg habilitierte sich Paetzold 1978 in Philosophie mit der grundlegenden Arbeit Ästhetik des deutschen Idealismus. Zur Idee ästhetischer Rationalität bei Baumgarten, Kant, Schelling, Hegel und Schopenhauer.
Paetzold lehrte außerdem Kulturphilosophie und Ästhetik an der Universität Hamburg, der Rijksakademie van beeldende kunsten in Amsterdam, der Jan van Eyck Academie in Maastricht und zuletzt von 1999 bis zu seinem Tode an der Universität Kassel. Hierher hatte Paetzold 1998 eine Umhabilitation durchführen lassen. Er nahm Gastprofessuren in Japan, Norwegen, Polen und China wahr.
Heinz Paetzold starb am 9. Juni 2012 in China während einer Reise zu einer internationalen philosophischen Konferenz.

## Arbeitsgebiete
Obwohl Paetzold infolge seines Studiums von Apels Transzendentalpragmatik herkam, war doch Cassirers Philosophie der symbolischen Formen das Leitmotiv seiner Arbeiten. Durch Bezugnahmen auf Helmuth Plessner und Maurice Merleau-Ponty ergänzte Paetzold Cassirers Philosophie um eine anthropologische Verankerung und um eine politische Perspektive.
Seine Arbeitsgebiete waren ferner die Philosophie der Neuzeit und Gegenwart, insbesondere die philosophische Ästhetik, sowie Kunsttheorie, Kulturphilosophie und Stadtsoziologie. In seinen Arbeiten bezog er sich auf die Philosophie des deutschen Idealismus, die kritische Theorie beziehungsweise den Neomarxismus und Theorien der Postmoderne.

## Werke

### Monografien
- Neomarxistische Ästhetik. Pädagogischer Verlag Schwann, Düsseldorf 1974
- Ästhetik des deutschen Idealismus. Steiner, Wiesbaden 1983
- Ästhetik der neueren Moderne. Steiner, Stuttgart 1990 (Online)
- Profile der Ästhetik. Passagen, Wien 1990
- Ernst Cassirer zur Einführung. Junius, Hamburg 1993 (2., überarb. Aufl. 2002)
- Die Realität der symbolischen Formen. Wissenschaftliche Buchgesellschaft, Darmstadt 1994
- The discourse of the postmodern and the discourse of the avant-garde. Jan van Eyck Akademie, Maastricht 1994
- Ernst Cassirer – von Marburg nach New York. Eine philosophische Biographie. Wissenschaftliche Buchgesellschaft, Darmstadt 1995, ISBN 3-534-11816-2.

### Herausgeberschaften
- Integrale Stadtkultur. Verlag der Bauhaus-Universität, Weimar 2006 (Online)
- Mit Wolfdietrich Schmied-Kowarzik, Interkulturelle Philosophie., Verlag der Bauhaus-Universität, Weimar 2007
- Mit Helmut Schneider: Schellings Denken der Freiheit. Kassel University Press, Kassel 2010